# ديدام (ماساتشوستس)
ديدام (Dedham) هي مدينة في كومونويلث ماساتشوسيتس، وحاضرة مقاطعة نورفولك، ماساتشوسيتس، الولايات المتحدة. عدد سكانها 23464 (تعداد سكان عام 2000). تجاور مدينة بوسطن من جهة جنوب الغرب. كما تجاور في شمال الشرق مدينة نيدام، ومدينة ويستوود في جنوب الغرب، ومدينة كانتون في جنوب الشرق.
تأسست ديدام في عام 1635 من قبل سكان روكسبيري وووترتاون. مساحتها 27.6 كم2 (10.6 ميل مربع) منها 0.5 كم2 (1.79 %) مياه.

## أعلام
- يبارون برادفورد كولت
- جاك دامبواز
- هيلين ستيوارت كامبل
- إليزابيث كامبل فيشر كلاي
- جافين مانيون
- فريدي روتش
- توماس فرنسيس بايارد
- ألفان فيشر
- صموئيل د. ارين
- ناثانيل أميس

## وصلات خارجية
- الموقع الرسمي